# Роббі Маккрорі
Роббі Маккрорі (англ. Robby McCrorie; нар. 18 березня 1998, Дейллі, Шотландія) — шотландський футболіст, воротар клубу «Рейнджерс».

## Клубна кар'єра
Вихованець клубу «Рейнджерс». З 2017 року для отримання ігрової практики здавався в оренду в нижчолігові шотландські клуби «Бервік Рейнджерс», «Грінок Мортон» та «Квін оф зе Саут». На початку 2020 року був відданий в оренду до клубу «Лівінгстон», у складі якого дебютував у вищому дивізіоні країни.
Перед сезоном 2020/21 повернувся до «Рейнджерс» і 26 серпня дебютував у складі першої команди в матчі Ліги Європи УЄФА проти вірменського «Алашкерта» (0:0), де зберіг свої ворота сухими і допоміг команді кваліфікуватись до групового етапу турніру. 29 серпня 2021 року Маккрорі дебютував за рідну команду у чемпіонаті в дербі Old Firm проти «Селтіка» і знову зумів не пропустити жодного голу і допоміг «Рейнджерс» здобути перемогу з рахунком 1:0. У першому ж сезоні він став з командою володарем Кубка Шотландії та фіналістом Ліги Європи.

## Виступи за збірну
З 2012 року Роббі захищав кольори різних юнацьких збірних Шотландії. Зі збірною до 17 років Маккрорі був учасником юнацьких чемпіонатів Європи у 2014 та 2015 роках.
30 травня 2018 року дебютував у складі молодіжної збірної до 21 року в товариському матчі проти Франції, в якому шотландці перемогли 1:0. Загалом на молодіжному рівні провів 7 матчів.
У вересні 2020 року він отримав свій перший виклик до національної збірної Шотландії від тренера Стіва Кларка, але на поле так і не вийшов.

## Досягнення
- Володар Кубка Шотландії: 2021/22
- Володар Кубка шотландської ліги: 2023/24

## Особисте життя
Має брата-близнюка Росса Маккрорі, який також став професіональним футболістом і був вихованцем «Рейнджерс».